# Clopoțel transilvănean
Clopoțelul transilvănean sau clopoțelul transilvan (Campanula transsilvanica) este o plantă bisanuală endemică în Carpați din familia campanulacee. Crește prin pajiști și pășuni stâncoase din etajul subalpin și zona alpina la altitudini de 1800-2500 m. Are o tulpină înaltă de 15-30 cm. Inflorescența terminală formată de un glomerul mare, solitar, multiflor, cu flori de 12-25 mm lungime, de culoare albastră deschis. Înflorește în iulie - august. Fructul este o capsulă. A fost găsit numai în România și Bulgaria. În România este o specie rară, protejată prin lege și crește în munții Rodnei, munții Ciucașului, munții Bucegi, munții Făgărașului, munții Retezatului și munții Godeanului.